# Bataille d'Ardres
Guerre de Cent Ans
Batailles
La bataille d'Ardres se déroule le 6 juin 1351 entre le France et l'Angleterre près d'Ardres. Les Français en sortent victorieux.

## Prélude
John de Beauchamp, seigneur anglais récemment nommé gouverneur de Calais, mène un raid près d'Ardres et attaque les environs de Saint-Omer avec 300 fantassins et 300 archers sous ses ordres. Les Français, menés par le seigneur de Beaujeu, les découvrent alors que les Anglais se retirent ; ils les cernent. Beaujeu met à pied tous ses hommes : lors d'une précédente bataille à Lunalonge en 1349, les Français avaient perdu dans des conditions similaires en gardant beaucoup de leurs hommes à cheval et avaient ainsi divisé leurs forces trop vite.

## La bataille
Lors du combat, de Beaujeu est tué mais l'arrivée de renforts de la garnison de Saint-Omer fait basculer l'issue de la bataille en faveur des Français. John de Beauchamp figure parmi les nombreux prisonniers faits par les vainqueurs.